# Charlotte Sometimes
Pour les articles homonymes, voir Charlotte Sometimes (homonymie).
Singles de The Cure
Primary
(1981) The Hanging Garden
(1982)
Clip vidéo
[vidéo] « Charlotte Sometimes », sur YouTube
Charlotte Sometimes est une chanson du groupe britannique The Cure sortie en single le 5 octobre 1981.

## Inspiration
La chanson s'inspire du roman pour la jeunesse Charlotte Sometimes (en), inédit en français, écrit par l'auteure britannique Penelope Farmer (en) et publié en 1969.
Ce livre a profondément marqué Robert Smith:

« J'étais obsédé par Charlotte Sometimes, cette idée de chute temporelle, de dualité, de trouble de la personnalité et de torture qui s'ensuit. Charlotte, après sa première nuit en pension, se réveille, quarante ans en arrière et dans la peau d'une autre. Cela rejoint le thème des jumeaux. »

— Robert Smith

## Enregistrement
Charlotte Sometimes a été enregistrée en deux jours, les 16 et 17 juillet 1981 au Playground Studio à Londres. Elle n'est extraite d'aucun album mais sera incluse en mai 1986 dans la compilation Standing on a Beach et le 45 tours sera réédité à cette occasion, faisant suite à Boys Don't Cry (New Voice-New Mix),.

## Contenu du single
En face B du 45 tours apparaît le titre quasi instrumental Splintered in Her Head. Enregistré en même temps que Charlotte Sometimes, les paroles sont également en rapport avec le livre de Penelope Farmer,. Ainsi les deux chansons du disque se complètent, selon Robert Smith, et Splintered in Her Head, avec son ambiance torturée (voix déformée, percussions bien marquées) préfigure le prochain album, Pornography,.
Le maxi 45 tours offre un troisième titre : Faith dans une version de plus de 10 minutes enregistrée en concert à Sydney en août 1981. Il s'agit là du premier titre live du groupe sorti officiellement. Cette version live est incluse dans la réédition Deluxe de l'album Faith en 2005.
45 tours
1. Charlotte Sometimes - 4:15
2. Splintered in Her Head - 5:15

Maxi 45 tours
1. Charlotte Sometimes - 4:15
2. Splintered in Her Head - 5:15
3. Faith (Live) - 10:33

## Clip
Tourné par Mike Mansfield au Holloway Sanatorium (en) dans le Surrey, il montre une jeune femme entrer dans le bâtiment et errer dans les couloirs et les pièces immenses. Elle y croise plusieurs fois les trois membres du groupe qui l'observent, immobiles, et qui semblent invisibles à ses yeux.
Assise à un bureau dans une salle de classe, elle voit apparaître son sosie qui porte des vêtements d'un autre siècle. Elle se lance vainement à sa poursuite.
Dans un dortoir, la jeune fille soulève un drap sous lequel un corps est allongé. C'est celui de son mystérieux sosie, qui ouvre les yeux. La jeune femme, effrayée, prend la fuite. Alors qu'elle court vers la sortie du bâtiment, son double semble la suivre, avançant lentement, un chandelier à la main.

## Classements hebdomadaires
| Classement (1981)              | Meilleure position |
| ------------------------------ | ------------------ |
| Nouvelle-Zélande (RMNZ)        | 31                 |
| Royaume-Uni (UK Singles Chart) | 44                 |

| Classement (réédition 1986) | Meilleure position |
| --------------------------- | ------------------ |
| France (IFOP)               | 71                 |